# Pierre Sané
Pierre Sanè (Dakar, 1949) è una figura di rilievo per l'UNESCO, ed è vicedirettore generale per le scienze sociali e umane.

## Biografia
Ha studiato per un dottorato in scienze politiche presso la "Carleton University" di Ottawa, Canada, e ha conseguito una laurea in pubbliche amministrazioni presso la "London School of Economics", oltre ad essere un contabile qualificato. Per quindici anni prima di entrare nell'Amnesty International, ha lavorato nel campo dello sviluppo internazionale e, successivamente, come direttore internazionale di politica e di bilancio, e direttore regionale (Africa occidentale e centrale), dirigendo tali nomine della International Development Research Centre in Canada.
In passato è stato segretario generale di Amnesty International. Ha pubblicato saggi riguardanti lo sviluppo e diritti umani. Era uno dei membri fondatori del "Pan-African PANAF Foundation", una organizzazione non-governativa che si estende in tutto il mondo per promuovere l'unificazione dei paesi africani. È inoltre un membro fondatore del Frontline, che opera sempre in campi di diritti umani, di Dublino.
| Controllo di autorità | VIAF (EN) 68196341 · ISNI (EN) 0000 0000 3196 281X · LCCN (EN) n96060348 |